# Dâmbroca, Buzău
Dâmbroca este un sat în comuna Săgeata din județul Buzău, Muntenia, România. Se află în Câmpia Română, în sud-estul județului. Satul s-a înființat în 1882, în urma adoptării legii însurățeilor, când s-au stabilit aici primii locuitori. Satul a făcut parte din comuna Scurtești și a fost transferat în 1968 la comuna Săgeata.

## Personalități
- Radu Voinescu, poet, scriitor, publicist și critic literar.